# Н (слово ћирилице)
Слово Н је шеснаесто слово српске ћирилице.